# Corinth (Vermont)
Corinth és una població dels Estats Units a l'estat de Vermont. Segons el cens del 2000 tenia 1.461 habitants.

## Demografia
Segons el cens del 2000, Corinth tenia 1.461 habitants, 535 habitatges, i 410 famílies. La densitat de població era d'11,6 habitants per km².
Dels 535 habitatges en un 36,4% hi vivien nens de menys de 18 anys, en un 60,4% hi vivien parelles casades, en un 9,3% dones solteres, i en un 23,2% no eren unitats familiars. En el 16,4% dels habitatges hi vivien persones soles el 7,3% de les quals corresponia a persones de 65 anys o més que vivien soles. El nombre mitjà de persones vivint en cada habitatge era de 2,73 i el nombre mitjà de persones que vivien en cada família era de 3,02.
Per edats la població es repartia de la següent manera: un 28,1% tenia menys de 18 anys, un 5,5% entre 18 i 24, un 28,4% entre 25 i 44, un 25,4% de 45 a 60 i un 12,5% 65 anys o més.
L'edat mediana era de 38 anys. Per cada 100 dones de 18 o més anys hi havia 97,4 homes.
La renda mediana per habitatge era de 32.198 $ i la renda mediana per família de 33.646 $. Els homes tenien una renda mediana de 29.964 $ mentre que les dones 23.646 $. La renda per capita de la població era de 14.431 $. Entorn del 7,1% de les famílies i el 10,7% de la població estaven per davall del llindar de pobresa.